# Gollierplatz

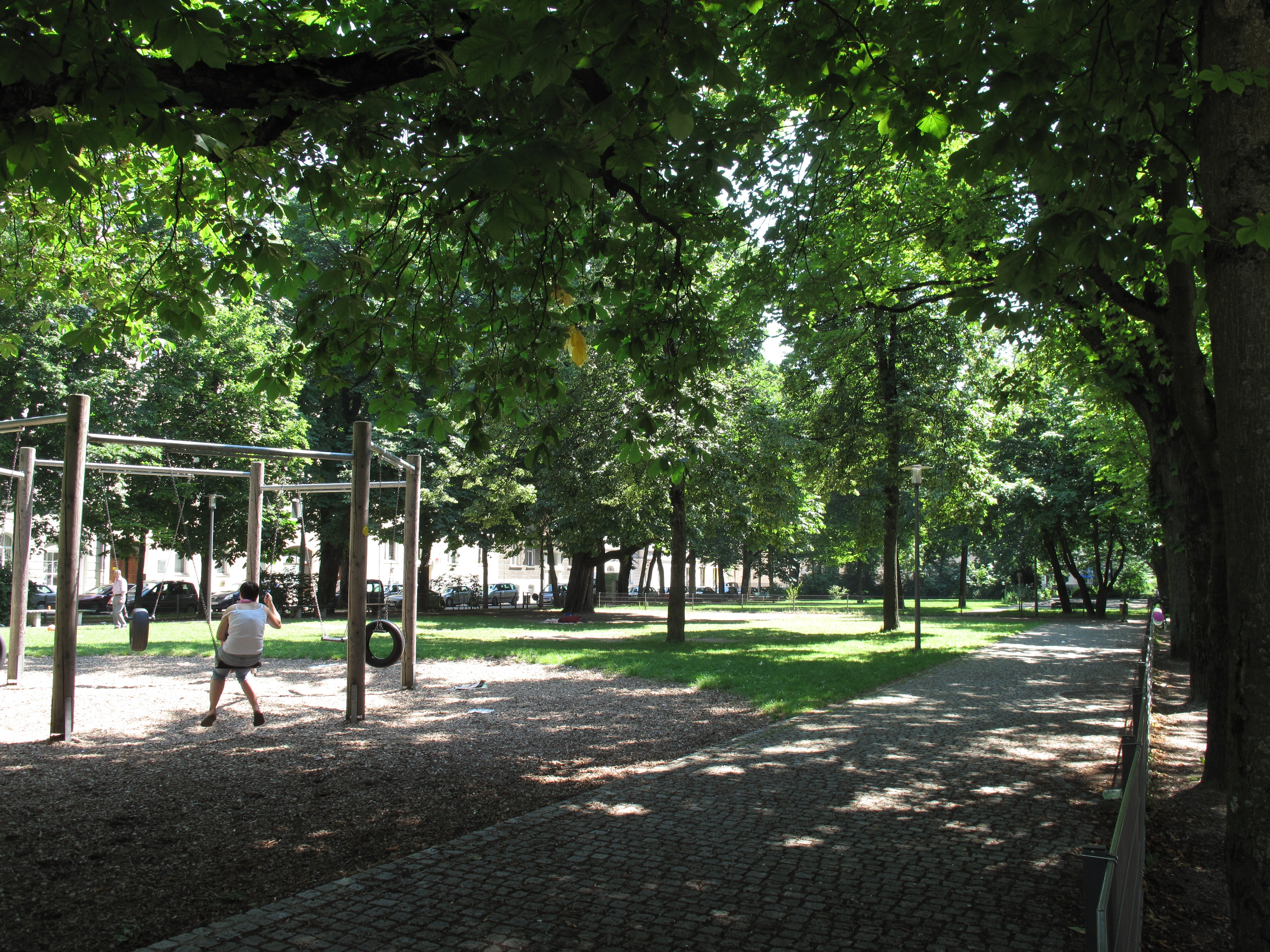
Gollierplatz (Osthälfte)

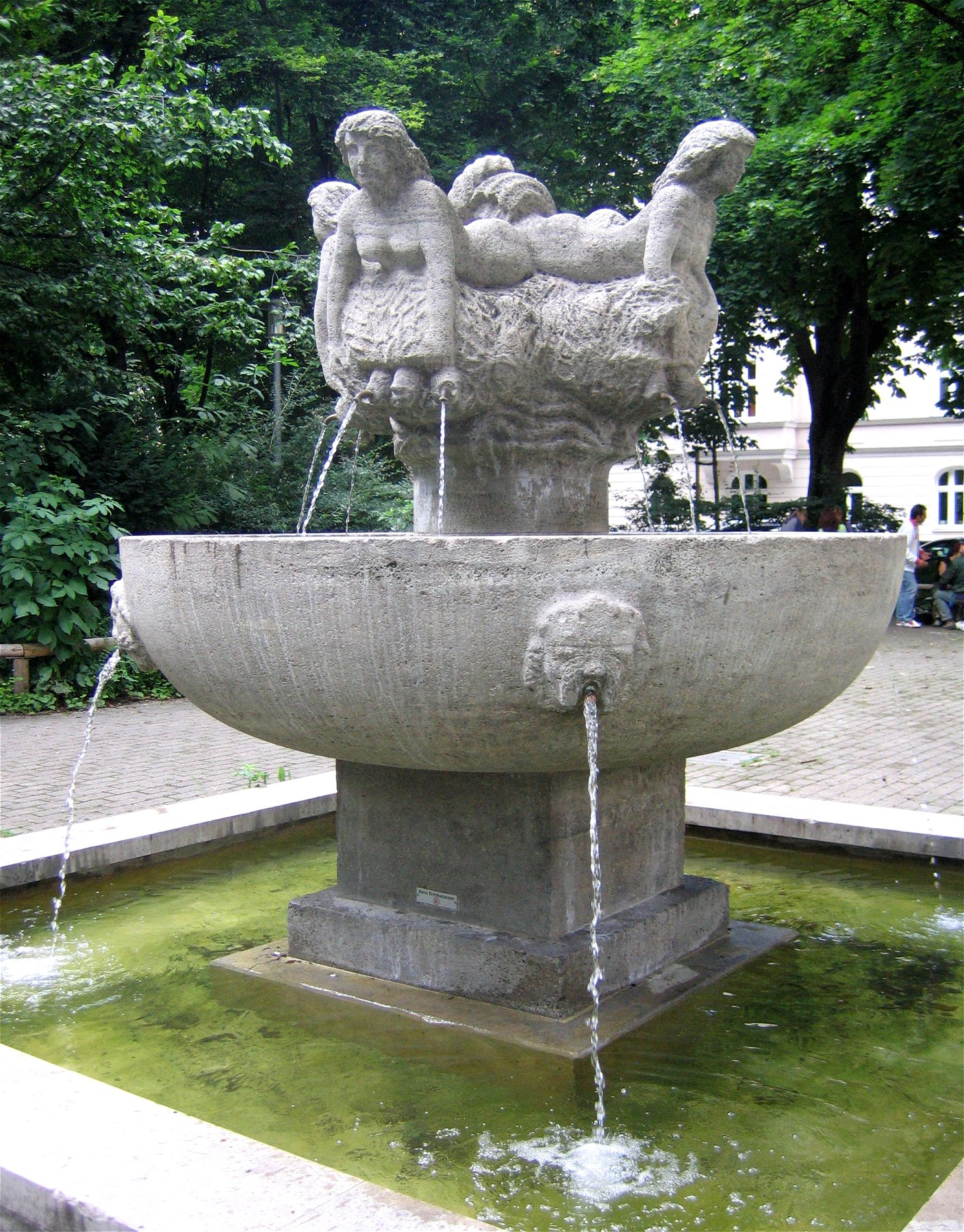
Nymphenbrunnen an der Ostseite des Gollierplatzes

Der Gollierplatz ist ein Platz im Münchner Stadtteil Westend.

## Lage
Der Gollierplatz erstreckt sich in ostwestlicher Richtung zwischen der Trappentreustraße und der Bergmannstraße auf einer Fläche von ca. 10.000 m².

## Geschichte
Der Platz trägt seit 1897 den Namen einer vermutlich bereits 1318 erloschenen Münchner Patrizierfamilie.
Der Gollierplatz ein prominentes Beispiel für die Münchner Stadtplanung der Zeit um 1900. Die Bebauung rückte wegen des enormen Bevölkerungswachstums der Stadt nach Westen vor und näherte sich trotz deren massiven Emissionen der Gummi-Fabrik Metzeler, die seit 1880 das Eckgrundstück Westendstraße / Trappentreustraße belegte.
Ursprünglich als regelmäßig gestaltetes geometrisches Element in der netzartigen Alignmentplanung der neuen Wohngebiete vorgesehen, wurde der Platz sowie seine bauliche Umgebung 1892 nach einem Stadterweiterungswettbewerb konzipiert. Dabei wurde vor allem die Südseite aufgelockert und mit Durchblicken in Richtung Kiliansplatz versehen. Durch die spätere Bebauung mit geschlossenen, Wohnanlagen entwickelte sich der Platz abermals in eine andere Richtung und das Malerische wurde überführt in eine strenge Sachlichkeit.
Zu den ersten Gebäuden des Platzes gehört die 1889 bis 1891 von Carl Hocheder errichtete zweiflügelige Schule auf der Südseite. Westlich des Schulgebäudes wurde 1901 bis 1903 von Gabriel von Seidl die Pfarrkirche St. Rupert im neuromanischen Stil erbaut. Erst 1926 wurde das mit einem Walmdach versehene Pfarrhaus von Ludwig Naneder hinzugefügt. 1902 entstand das auffällige Eckhaus Kiliansplatz 6 mit zwei Staffelgiebeln und einem Eckerker im Stil der Neurenaissance. Auf der Nordseite des Gollierplatzes folgten Anfang des 20. Jahrhunderts einige Mietshäuser im späten Jugendstil.
Nach Ende des Ersten Weltkrieges wurde die Nordseite des Platzes zwischen Ganghoferstraße, Geroltstraße und Bergmannstraße von Naneder mit mehreren monumentalen Wohnblocks geschlossen. Noch größere Wohnanlagen mit Innenhöfen entstanden auf der Südseite zwischen Gollierstraße, Kazmairstraße, Geroltstraße und Ganghoferstraße im Stil der 1920er Jahre. 1925 bis 1927 folgte im Südosten das in Ziegelbauweise erbaute Ledigenheim von Theodor Fischer, eines der wichtigsten Münchner Bauwerke im Stil der frühen Neuen Sachlichkeit. German Bestelmeyer orientierte sich 1930 bis 1931 mit seiner Evangelisch-Lutherischen Auferstehungskirche und dem zugehörigen Pfarrhaus an dem Fischerschen Ledigenheim. Seit der Stilllegung des Metzeler-Werkes 1979 und dem Bau eines Gewerbehofs 1982 auf einem Teil der Fläche an der Trappentreustraße liegen Platz und Bebauung nicht mehr unter dem Einfluss der Schwefel-Emissionen der Gummi-Fabrik.
Auf dem östlichen Teil des Platzes befindet sich seit 1934 der Nymphenbrunnen von Elmar Dietz.
Die einzelnen Gebäude des Platzes stehen unter Denkmalschutz, der Platz ist als Gebäudeensemble registriert.

## Einzelbelege
1. ↑  Hans Dollinger (Hrsg.): Die Münchner Straßennamen. Südwest, München 1999, ISBN 3-517-06115-8